# Labrousse
Labrousse är en kommun i departementet Cantal i regionen Auvergne-Rhône-Alpes i mitten av Frankrike. Kommunen ligger  i kantonen Arpajon-sur-Cère som ligger i arrondissementet Aurillac. År 2022 hade Labrousse 480 invånare.

## Befolkningsutveckling
Antalet invånare i kommunen Labrousse
Referens:INSEE